# Nordkjosbotn

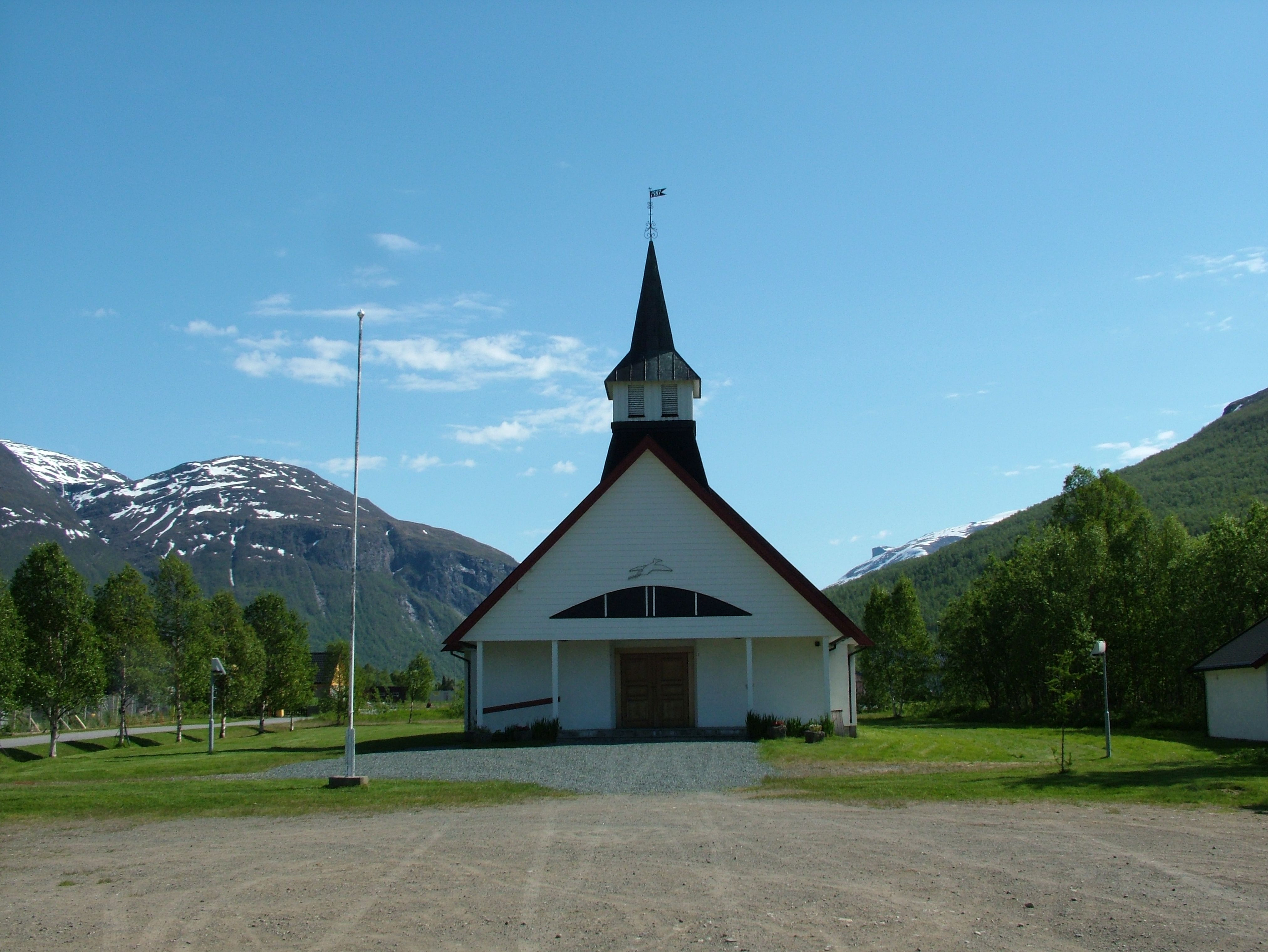
Die Kirche

Nordkjosbotn (umgangssprachlich auch Vollan, nordsamisch: Gárgán) ist ein Tettsted in der Gemeinde Balsfjord in Troms in Norwegen.
Der Ort liegt ungefähr 70 Kilometer südsüdöstlich vom Zentrum Tromsøs entfernt. Nordkjosbotn hat 508 Einwohner (Stand: 1. Januar 2024).
Man nennt den Ort Nordnorwegens größte Kreuzung, weil sich die Europastraßen E6 und E8, die die Hauptzufahrt nach Tromsø bilden, hier vereinigen. Verkehrstechnisch fährt man geradeaus auf die E8 weiter in Richtung Tromsø, wenn man von Süden kommt, aber man muss nach rechts abbiegen, um auf den Abschnitt zu gelangen, wo die E6 und E8 bis Skibotn gebündelt sind.
Die Postadresse lautet 9040 Nordkjosbotn.

## Geografie
Nordkjosbotn liegt, wie der Name andeutet, an der Spitze (norwegisch botn) des Fjords Nordkjosen, wie der innerste Teil des Balsfjords genannt wird.   Damit ist der Ort das westliche Ende der Landenge Balsfjordeidet. Die Landenge ist bei Nordkjosbotn nur wenige Kilometer breit und Berge, die höher als 1000 m sind, umrahmen das Dorf. Von diesen ist der Berg Store Russetind im Süden speziell sehenswert.
Der Ort selbst hat eine Ausdehnung von 75 ha und liegt teilweise auf sumpfigen Auenland, das durch die Wanderungen des Flusses Nordkjoselva über den Talboden gebildet worden ist.

## Geografische Bedeutung
Nordkjosbotn liegt auf der Südseite einer der wenigen wintersicheren Passagen von Nord-Troms nach Süden. Dies ist in neuer Zeit einer der Hauptgründe für die Wohnsitzwahl in der Umgebung gewesen. Die sichere und relativ einfache Route von Balsfjord nach Storfjord hat es geradezu natürlich erscheinen lassen, die Europastraßen über die Landenge zu legen. Die Durchfahrt hat die Grundlage für die Wirtschaft geschaffen, die hier ein regionales Handelszentrum aufgebaut hat.
Heute kommen viele Bewohner aus der Umgebung nach Nordkjosbotn zum Einkaufen.

## Wirtschaft
Nordkjosbotn ist ein Ort der durch seine Wirtschaftstätigkeit geprägt ist. Das liegt zum großen Teil an der günstigen Geografie der Umgebung. Im Ort findet man heute unter anderem zwei Lebensmittelgeschäfte, zwei Tankstellen, zwei Gaststätten, eine Bäckerei, zwei Wohnwagenhändler, ein Fitnesscenter, einer Krankenwagenstation, eine Verpackungsfabrik, einen Campingplatz, eine Station von Statens vegvesen und ein Mesta-Kundenzentrum.
Nennenswert ist Vollan Gjestestue, die durchgängig seit dem Krieg betrieben wird und traditionsreiches Essen in schöner Umgebung serviert. Im Jahr 2012 baute die Macks Ølbryggeri eine neue Fabrik in Nordkjosbotn, die die Produktion aus Tromsø übernahm.
Zusätzlich zu den oben genannten Wirtschaftstätigkeiten spielt die Landwirtschaft in der näheren Umgebung eine große Rolle als Lebensgrundlage.
Die Landwirtschaft ist in der ganzen Gemeinde Balsfjord wichtig, die damit Nordnorwegens größte Landwirtschaftsgemeinde und Norwegens größter Produzent von Ziegenmilch ist.

## Bevölkerung
Das norwegische statistische Zentralbüro (norwegisch Statistisk sentralbyrå) stellt fest, dass der Ort am 1. Januar 2008 381 Einwohner und eine Bevölkerungsdichte von 508 E/km² hatte.
Es wird jedoch kritisiert, dass diese Zahlen auf einer zu engen Eingrenzung des Gebiets basieren. Das Gebiet Grunnkretsene Nordkjosbotn syd, Nordkjosbotn nord og Bomstad hatte 2008 insgesamt 692 Einwohner.
Die Bevölkerung besteht hauptsächlich aus Nachkommen von Zuwanderern aus Südnorwegen und Schweden, die sich im 19. Jahrhundert entlang des Fjords niedergelassen haben.

## Der Piggstein (Piggsteinen)
Der sogenannte Piggstein (norwegisch Piggsteinen) liegt ungefähr 5 km südöstlich vom Ortszentrum. Seit alten Zeiten ist es eine Tradition, auf der Reise nach Norden oder Süden seinen Namen in den Stein einzuritzen. In neuerer Zeit wurde dies aber durch die Verwendung von Spraydosen als Werkzeug verdrängt und jetzt befinden sich viele tausend Namen in einer dicken Schicht von Farbe auf dem Stein.

## Zukunft
Nordkjosbotn ist ein Tettsted im Wachstum und das führt zu Optimismus in der Lokalbevölkerung. Viele Firmen aus Tromsø haben neue Tätigkeiten in Nordkjosbotn aufgenommen oder planen dies und die Gemeinde arbeitet aktiv daran, die Grundlage für diese Neuetablierungen zu schaffen. Man kann jedoch nicht übersehen, dass der Ort stark abhängig vom Durchgangsverkehr ist und eine allfällige Verlegung der Straßen sich auf das zukünftige Wachstum des Orts auswirken könnte. Allerdings wirkt eine einfache Straßenverlegung aus heutiger Sicht für eine überschaubare Zukunft unwahrscheinlich, weil die meisten weiter nördlich oder südlich gelegenen Trassierungen gewaltige Investitionssummen erfordern würden.